# Chidi Kwubiri

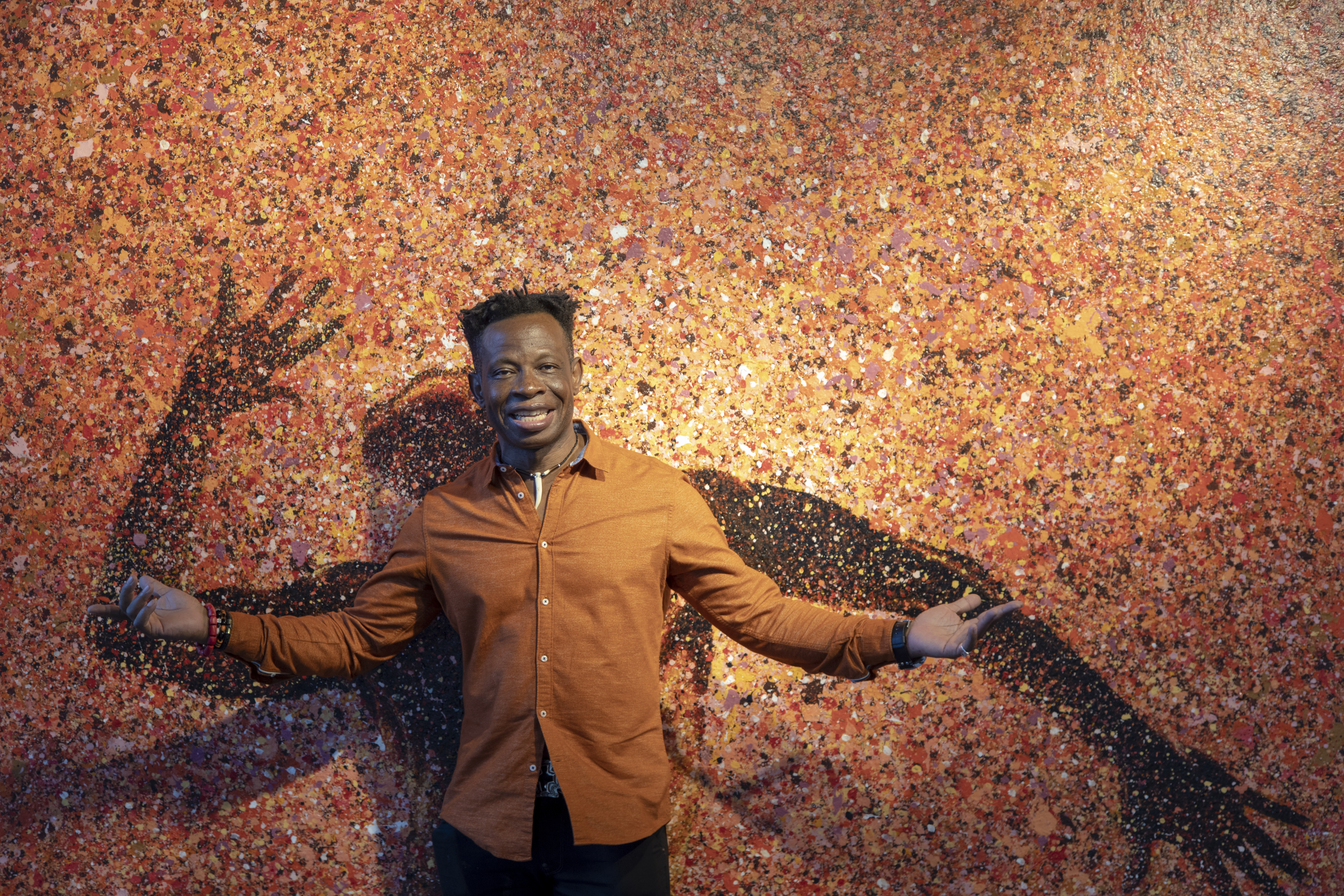
Chidi Kwubiri

Chidi Kwubiri (* 1966 in Umuahia, Nigeria) ist ein nigerianisch-deutscher Künstler.

## Leben
Chidi Kwubiri war zunächst 1993 Gaststudent und kurz darauf regulärer Student (Malerei) an der Kunstakademie Düsseldorf bei Michael Buthe. Nach dessen Tod im Jahr 1994 wechselte er in die Meisterklasse von A. R. Penck und verließ die Kunstakademie Düsseldorf 2002 als Meisterschüler von A. R. Penck.
Chidi Kwubiri lebt seit 2000 mit seiner Familie in Pulheim, vor den Toren von Köln und hat dort sein Atelier im WALZWERK, einem heute als Gewerbe- und Kulturstandort genutzten historischen Industriekomplex. Chidi Kwubiri hatte bereits zahlreiche nationale und internationale Einzel- und Gruppenausstellungen insb. in Europa, Afrika, dem Nahen Osten und den USA. 2016 gestaltete er das in über 40-jähriger Tradition stehende MISEREOR-Hungertuch für die globalen MISEREOR-Fastenaktionen 2017/2018.
Er wurde mehrfach ausgezeichnet und erhielt mehrere Kunstförderpreise.

## Ausstellungen
- 2020:
  - ”blue is hot and red is cold”, Klasse A.R.Penck, Galerie Frank Schlag, Essen, Germany[3]
- 2019:
  - 12th Florence Biennale, Italy[4]
  - ”a journey into contemporary AFRICAN ART”, Belvedere Art Space, Beirut, Lebanon[5]
  - ”Scattering The Lines – Connecting The Dots “, Cartoon Art Gallery, Dubai, U.A.E.[6]

- 2018:
  - goodwill ambassador MISEREOR 2017/2018 “I am, because you are”[7]
  - „motionEmotion“, Gallery 1957, Accra/Ghana (s)
  - „LebensWert Arbeit“, Dom-Museum Trier/Germany
- 2017:
  - arthouse auction, Lagos/Nigeria (also 2008 – 2016)
- 2015:	
  - 56th Venice Biennale – collateral “italia docet”/Italy[8]
- 2014:	
  - Casablanca Biennale/Morocco
- 2013:	
  - residency Ifitry/Morocco
  - “mother tongue”, temple muse, Lagos/Nigeria (s)
- 2012:	
  - paragon gallery, Miami/USA
- 2010:
  - "theme Africa": Phillips de Pury, New York City, United States
- 2009/10:
  - "whip not child": art project against violence on kids (initiator) in co-operation with Deutsche Gesellschaft für Technische Zusammenarbeit (GTZ) and Goethe Institute, Nigeria/Germany
- 2009:
  - OPERA Gallery, Paris, France
- 2008:
  - "reflection", Signature Gallery, Lagos, Nigeria
  - Millenia Fine Art, Orlando, Florida, USA
- 2007:
  - Goethe-Institute, Düsseldorf, Germany
  - Neues Rathaus. Hannover, Germany
  - "Zwei Schritte Voraus" (two steps ahead), Berlin
  - Deutsche Gesellschaft für Technische Zusammenarbeit (GTZ), Eschborn, Germany
- 2006:
  - World Market Center, Las Vegas, USA
  - Association for Visual Arts (AVA), Cape Town, South Africa
  - Gallery ACHT P! PRAVATO, Bonn, Germany (also in 1998)
  - Gallery OTT, Düsseldorf, Germany (s),(also in 2003, 2002 and 1997)
- 2005:
  - "back to the roots", Goethe Institute. Lagos, Nigeria (s)
  - International Art Fair "Palm Beach Contemporary", Palm Beach, Florida, USA
  - Kunsttage Rhein-Erft, Brauweiler Abbey, Germany (also in 2002 and 2001)
- 2004':
  - "The Internationals", Millenia Gallery, Orlando, Florida, USA
  - Kunstverein Erftstadt, Altes Stadthaus, Erftstadt-Lechenich, Germany
  - Collection National Museum, Tivat, Montenegro
  - Second Independent International Biennial of Graphic in St. Petersburg, Russia
  - Holland Art Fair, The Hague, Netherlands
- 2003:
  - International art fair "LINEART" (Gallery DE OPSTEKER), Ghent, Belgium
  - "Far from the bush", Gallery De Opsteker, Amsterdam and Durgerdam, The Netherlands
- 2001:
  - Artists from Germany, Church Street Gallery, Orlando, Florida, USA
  - Landtag Nordrhein-Westfalen, Düsseldorf, Germany
- 2000:
  - Outdoor sculpture project, Skulpturenmeile, Steinhagen, Germany
  - UNESCO Headquarters, Paris, France
- 1999:
  - Kölner Bank (two artists), Köln, Germany
  - Jakobskirche (Church of St Jacob), European Art Capital 1999, Weimar, Germany
  - Dr. Georg Haar Foundation, European Art Capital 1999, Weimar, Germany
- 1998:
  - project "ConverArt", BICC (Bonn International Center for Conversion)
  - Westfälisches Landesmuseum, Münster, Germany
  - "art multiple", Düsseldorf, Germany
  - Gallery Xenios, Frankfurt/Main, Germany
- 1993:
  - Hedwig and Robert Samuel Foundation, Düsseldorf, Germany;

### Kunstpreise und Auszeichnungen (Auswahl)
- 2007: ADLER-Award 2007 – fine art category (1st prize)
- 1997: Alpirsbacher Gallery "Das schöne neue Bild", Alpirsbach, Germany
- 1996: "Art Collection" of Siemens AG in co-operation with Dresdner Bank AG and Rochus Club, Düsseldorf, Germany (1st prize)
  - "Kö-Galerie", Düsseldorf, Germany
  - Art award "Stella Musical AG" to mark the premiere of the musical "Les Misérables", Duisburg, Germany (1st prize)